# Ricardo Martínez Trimmer
Ricardo Mauricio Martínez Trimmer (Ciudad de México, México, 9 de enero de 1980) es un exfutbolista mexicano.

## Trayectoria
Ricardo Martínez llegó a las fuerzas básicas del Monterrey en 1995. Para antes de que debutara en la Primera División, Ricardo Martínez Trimmer fue llamado a la Selección Mexicana sub-17, jugando 3 partidos en donde llegaría a marcar un gol. Desde ese entonces fue llamado al equipo de Primera División por lo que llegaría a debutar en el Verano 1998 como defensa, bajo el mando de Tomás Boy. Allí solo jugaría solo 6 partidos, sin marcar gol pero con un pase para gol que le puso a Sergio "Alvin" Pérez. 
Después en el Invierno 1998 jugaría solo 2 partidos, sin gol ni pase para gol. En ese momento vino una decadencia en el jugador Ricardo Martínez Trimmer, así que decide irse a Chivas en el Invierno 2000 jugando de mediocampista. Solo jugaría 4 partidos con las Chivas
Posteriormente decidió intentar en otro equipo y acabó yéndose a la Primera "A" con Cobras de Ciudad Júarez para el Clausura 2003 ya siendo filial las Cobras de Monterrey. Ricardo Martínez Trimmer tuvo más participación en Primera "A", jugando 17 partidos t marcando 5 goles a favor del club,  lo que lo llevaría a intentar una vez más con el Monterrey.
Para el Apertura 2004, donde marcaría su primer gol con los Rayados en el partido de Monterrey vs Dorados al minuto 44 del segundo tiempo. Ya el partido era para el Monterrey porque con el gol de Ricardo Martínez Trimmer el partido estaba 6-2 a favor de los regios. Llegaría a disputar una final con los Rayados pero no logró el objetivo ganar el campeonato. 
En el Clausura 2005 marcaría otro gol en cuartos de final. Al minuto 6, con pase de Walter Erviti, Ricardo Martínez Trimmer logra rematar de cabeza, pero no les sirvió de nada porque Rayados quedó eliminado.
En el Apertura 2005 llegaría nuevamente a disputar una final pero aún sin ganar el campeonato. En el Clausura 2006 regresó el bajo nivel de Ricardo Martínez Trimmer, por lo que llegaría a la comarca lagunera para vestirse de Santos Laguna, donde solo jugaría 3 partidos sin marcar gol ni pase para gol.
En el Clausura 2007 lo mandan a la filial de Santos, donde jugaría 15 minutos marcando 3 goles en Primera "A". 
Después fue contratado por Morelia en el Apertura 2007 donde juega 12 partidos sin marcar gol ni pase para gol, por lo que pasó a Venados de Mérida en la Segunda División, donde jugó solo 2 partidos sin marcar gol. En el Clausura 2008 jugaría 11 partidos sin marcar gol. De ahí pasa a los Indios de Ciudad Juárez, bajo el mando de Sergio Orduña para el Apertura 2008.
En el 2009 pasó a préstamo al Cruz Azul Hidalgo.

## Clubes
| Club                    | País   | Año         |
| ----------------------- | ------ | ----------- |
| Monterrey               | México | 1998-2000   |
| Guadalajara             | México | 2000        |
| Monterrey               | México | 2004-2006   |
| Santos Laguna B         | México | 2006        |
| Santos Laguna           | México | 2006-2007   |
| Morelia B               | México | 2007        |
| Morelia                 | México | 2007-2008   |
| Indios de Ciudad Juárez | México | 2008        |
| Indios de Chihuahua     | México | 2008        |
| Club León               | México | 2009        |
| Cruz Azul Hidalgo       | México | 2009 - 2011 |